# Bioindikator
Ein Bioindikator, auch Indikatorart, Zeigerart, Zeigerorganismus oder Indikatororganismus, ist ein Lebewesen, welches auf Umwelt-Einflüsse mit Veränderungen seiner Lebensfunktionen reagiert oder Stoffe anlagert oder in den Organismus einbaut. Unterschieden werden dabei im Wesentlichen Zeigerpflanzen und Zeigertiere. Die Umwelteinflüsse sind häufig vom Menschen hervorgerufen.
Die Reaktion auf bestimmte Belastungen sowie Standort- und Umweltbedingungen, zum Beispiel Feuchtigkeit, Licht, Wärme, pH-Wert, Nährstoffverhältnisse des Bodens und Wasser- oder Luftverschmutzung wird in der Umweltbeobachtung bzw. dem Umweltmonitoring genutzt.
Messbare Stoffwechselprodukte von Bioindikatoren werden auch als Biomarker bezeichnet. Die Aussagekraft eines Bioindikators ist umso höher, je empfindlicher er auf Veränderungen der äußeren Einflüsse reagiert. Der Wert der Nutzung von Bioindikatoren liegt in den dadurch gesparten Messungen oder Untersuchungen, die in der Regel über deutlich längere Zeiträume durchgeführt werden müssten.

## Systematik
Es gibt sensitive oder reaktive Bioindikatoren (Reaktionsindikatoren). Dies sind sensible Lebewesen, welche schnell, selektiv und hochsensibel auf Schadstoffeinträge in ihren Lebensraum reagieren (z. B. Goldfische in Chemiebetrieben, welche Grundwasserverschmutzungen höchst sensibel zeigen, eine heute nicht mehr sehr gebräuchliche Methode → Tierschutz).
Daneben gibt es die akkumulativen Bioindikatoren (Akkumulationsindikatoren). Dies sind Lebewesen, zumeist Pflanzen, welche bestimmte Schadstoffeinträge ansammeln (z. B. der Holunder als Fluorsammler) und so nachweisbar machen, ohne selbst dabei frühzeitige Schäden zu zeigen.
Man kann aktive und passive Verfahren unterscheiden. Beim aktiven Verfahren werden Bioindikatoren in eine andere Umgebung ausgesetzt (exponiert), um dort beobachtet oder später zur Analyse entnommen zu werden. Beim passiven Verfahren werden Bioindikatoren in ihrer natürlichen Umgebung beobachtet bzw. zur Analytik aus ihrer natürlichen Umgebung entnommen.
| Verfahren         | Indikatoren                                                | Einsatz | Messwert                                               | Aussageziel                                                       |
| ----------------- | ---------------------------------------------------------- | ------- | ------------------------------------------------------ | ----------------------------------------------------------------- |
| Passive Verfahren | Flechtenkartierung                                         | R       | Artenzahl und -verteilung                              | Allgemeine Belastung von Ökosystemen                              |
|                   | Bodenmoose auf Freiflächen im Waldbestand (Moosmonitoring) | A       | Akkumulation von Schwermetallen und Stickstoff         | Regionale Hintergrund-Belastung der letzten 2–3 Jahre             |
|                   | Nadelgehölze im Waldbestand                                | R       | Morphometrie                                           | Chronische Belastung durch Luftverunreinigungen                   |
|                   | Nadelgehölze im Waldbestand                                | A       | Akkumulation von Schwefel, Fluor, Schwermetallen u. a. | Langfristige Belastung mit akkumulierbaren Schadstoffen           |
|                   | krautige Pflanzen, Gräser, Sträucher, Gehölze              | R       | Beginn phänologischer Entwicklungsphasen der Pflanzen  | zeitliche Veränderung des Phasenbeginns Klimaänderung, Phänologie |
| Aktive Verfahren  | Flechtenexposition                                         | R       | Nekrotisierung                                         | Allgemeine Belastung von Ökosystemen                              |
|                   | Tabakpflanzen                                              | R       | Nekrotisierung                                         | Wirkung oxidierender Luftverunreinigungen                         |
|                   | Klonfichten                                                | R       | Morphometrie                                           | Chronische Belastung durch Luftverunreinigungen                   |
|                   | Klonfichten                                                | A       | Akkumulation von Schwefel, Fluor, Schwermetallen u. a. | Langfristige Belastung mit akkumulierbaren Schadstoffen           |
|                   | Graskultur (z. B. Welsches Weidelgras)                     | A       | Akkumulation von Schwefel, Fluor, Schwermetallen u. a. | Aktuelle Belastung mit akkumulierbaren Schadstoffen               |

R = Reaktionsindikatoren, A = Akkumulationsindikatoren

### Beispiele
Natürlich vorkommende Bioindikatoren sind u. a.
1. Wasserlebewesen zur Bestimmung der Gewässergüte (Saprobienindex)
2. Pflanzen bzw. Pflanzengesellschaften zur Bestimmung der Bodenqualität (Gehalt an Stickstoff, pH-Wert, Wasserversorgung, …) Fachgebiet: Geobotanik

Künstlich eingebrachte Bioindikatoren sind inzwischen auch schon standardisiert. Beispiele:
1. Flechten zur Bestimmung der Luftverunreinigung
2. Graskultur (Luftbelastung)
3. Bodenmoose (Luftbelastung durch Schwermetalle; Moosmonitoring)
4. Tabakpflanzen (Ozonbelastung, Luftschadstoffe)
5. Daphnien (Krebse) (Wasserqualität)
6. Elritzen (Fische) (Überwachung der Trinkwasserqualität)

## Verwendung
Bioindikatoren werden seit ca. 4 Jahrzehnten in der Umweltkontrolle, wie z. B. der Emittentenüberwachung (Grünkohl, Weidelgras), eingesetzt. Seit neuerer Zeit finden sie auch in der Naturschutz- und Landschaftsplanung (Erfolgskontrollen, Zustandsanalysen) sowie in der Naturschutzforschung Verwendung. Je nach Ziel und Aufgabenstellung können etliche Tier- und/oder Pflanzenarten Indikatorfunktionen übernehmen. Zeigerarten für die Charakterisierung von Still- und Fließgewässern sind zum Beispiel Libellen, da sie komplexe Ansprüche an den Lebensraum bezüglich der Strukturvielfalt der Vegetation, des Vorhandenseins verschiedener Teilhabitate und deren Vernetzung stellen. Gleichzeitig bietet sich die Möglichkeit, mit Hilfe des Nachweises von Exuvien (Larvenhäute) der aquatisch lebenden Libellenlarven, die Fortpflanzungsrate oder auch die Wasserqualität zu bewerten.
Auch Vögel als bereits seit der Antike intensiv beobachtete Tierklasse sind wichtige Bioindikatoren, deren Bestandsrückgänge in der Vergangenheit wichtige Erkenntnisse in Bezug auf Verseuchungen durch Pestizide (z. B. DDT), Quecksilber und andere Giftstoffe lieferten. Auch lieferten die Beobachtungen von Vögeln vor mehr als einem halben Jahrhundert (Stand 2015) – und noch vor eindeutigen Äußerungen aus der Meteorologie – Hinweise auf die globale Erwärmung.
Bei der Beurteilung der Qualität von Gewässern nutzt man auch die im Wasser aufgefundenen Saprobien (bestimmte Arten von Pilzen, Bakterien und Protozoen) als Indikatoren. Verschiedenen Saprobien sind dabei typisch für bestimmte Verschmutzungsgrade.

## Vor- und Nachteile der biologischen und der chemisch-physikalischen Methoden

### Biologische Methoden
Vorteile
- geben die Gesamtheit aller Einzelkomponenten mit Toleranzwerten an
- lassen flächendeckende exakte Aussagen zu
- sind für flächendeckende Aussagen nicht auf Rechenmodelle angewiesen
- geben mit einer Stichprobe den Langzeitwert von Einzelkomponenten an
- geben die Einhaltung, Unter- oder Überschreitung von Toleranzwerten von Einzelkomponenten an
- liefern Informationen über Einzelwirkungen und das Zusammenwirken verschiedener Komponenten
- einfach, verursachen geringe Kosten
- arbeiten mit Messgeräten, die nicht ausfallen können
- empfindlich, da sie auch geringste Schadstoffkonzentrationen über längere Zeit hinweg kumulieren und damit nachweisbar machen können
- können bisher unbekannte Giftstoffe nachweisen

Nachteile
- Die Quantifizierung zeigt eine geringe Präzision.

### Chemisch-physikalische Methoden
Vorteile
- Chemisch-analytische Methoden liefern genaue Werte für ausgewählte Einzelkomponenten.
- Diese Methoden geben mit einer Stichprobe den momentanen Wert von Einzelkomponenten an (geringe Trägheit).
- Langzeitmessungen erlauben die Bestimmung exakter Schwankungen der gemessenen Einzelkomponenten.

Nachteile
- Diese Methoden lassen nur punktuell exakte Aussagen zu.
- Flächendeckende Aussagen können nur über Rechenmodelle erzielt werden.
- Informationen sind punktuell und können nur indirekt Informationen über Einzelwirkungen oder das Zusammenwirken verschiedener Komponenten geben.
- Analytische Systeme sind kompliziert und verursachen laufende Kosten durch Wartung und Reagenzien.
- Beim unerwarteten Ausfall von Messgeräten ergeben sich Zeitperioden ohne Messwerte.